# Erica Wiebe
Erica Elizabeth Wiebe (ur. 13 czerwca 1989) – kanadyjska zapaśniczka. Złota medalistka olimpijska z Rio de Janeiro 2016 w kategorii 75 kg i zajęła jedenaste miejsce w Tokio 2020 w kategorii 76 kg.
Brązowa medalistka mistrzostw świata w 2018 i siódma w 2013. Trzecia na mistrzostwach panamerykańskich w 2013 i 2019. Triumfatorka igrzysk wspólnoty narodów w 2014 i 2018. Czwarta w Pucharze Świata w 2014 i piąta w 2018. Mistrzyni Wspólnoty Narodów w 2011 i trzecia w 2009. Akademicka mistrzyni świata w 2014 i druga w 2012. Brąz na uniwersjadzie w 2013 roku. Zawodniczka University of Calgary.